# Jewgeni Awertschenko
Jewgeni Awertschenko (kasachisch/russisch Евгений Аверченко; * 6. April 1982 in Petropawlowsk) ist ein ehemaliger kasachischer Fußballspieler.

## Karriere
Jewgeni Awertschenko begann seine Karriere 2001 beim Qysylschar Petropawl. 2009 wechselte er zum FK Aqtöbe, mit dem er 2009 die kasachische Meisterschaft gewinnen konnte. Nach drei Jahren wurde er von Tobyl Qostanai verpflichtet.

## Nationalmannschaft
Jewgeni Awertschenko wurde 9 Mal in der Kasachischen Fußballnationalmannschaft eingesetzt.

## Erfolge
- Kasachischer Meister: 2009